# Marilyn Ferguson
Marilyn Ferguson (1938-2008) fue una escritora y poetisa estadounidense, autora del libro best-seller La Conspiración de Acuario, uno de los textos claves para comprender la denominada Nueva Era (en inglés New Age). Su libro fue publicado en los años 80, vendió más de un millón de copias, y ha sido traducido a unos diez idiomas.
En un primer momento, La Conspiración de Acuario fue un informe secreto encargado al Instituto de Investigación de Stanford por el gobierno de EE. UU.[cita requerida]